# José Guerra (político)
José Guerra (Río Caribe, estado Sucre, Venezuela, 7 de septiembre de 1956) es un economista, escritor y político venezolano.
Guerra destaca como profesor de economía y político y por su trayectoria en el Banco Central de Venezuela. Ha sido asesor de Henrique Capriles en sus campañas presidenciales de 2012 y 2013. Fue Coordinador del Área Económica de la MUD. Se desempeñó como diputado a la Asamblea Nacional de Venezuela para el período 2016-2021.

## Carrera
Es economista egresado de la Universidad Central de Venezuela (UCV), con Especialización en Economía en el Economics Institute de la Universidad de Colorado y Maestría en Economía de la Universidad de Illinois en Urbana-Champaign, donde obtuvo mención Cum Lauden. 
Fue gerente de Investigaciones Económicas del Banco Central de Venezuela. Profesor de la Escuela de Economía de la UCV donde imparte clases de Teoría y Política Monetaria, Problemas Económicos de Venezuela y Macroeconomía. Es coautor de los trabajos Un modelo de análisis económico para Venezuela (1995) y Aspectos teóricos y operativos para la definición de una banda cambiaria para Venezuela (1996), con los que obtuvo el Premio Nacional de Economía Ernesto Peltzer otorgado por el BCV. Ha publicado o editado, entre otros, los siguientes libros: Estudios sobre la inflación en Venezuela (BCV 2000), Temas de política cambiaria en Venezuela (BCV 2004) y La política económica en Venezuela 1999-2003, (UCV 2004). Es columnista en El Universal y del semanario Descifrado.

### Carrera política
Fue asesor en materia económica de Henrique Capriles Radonski, candidato unitario por la Mesa de la Unidad Democrática, durante las campañas presidenciales de 2012 y 2013. Fue Coordinador Nacional en Materia Económica de la Mesa de la Unidad Democrática, cargo el cual abandonó para ser Candidato Independiente, con el apoyo del partido Primero Justicia, a la Asamblea Nacional por la Circunscripción 4 de Caracas.
En las Elecciones parlamentarias de Venezuela de 2015, fue elegido diputado por la Circunscripción 4 que comprende las parroquias: El Valle, Coche, Santa Rosalía.
En una entrevista sobre el tema laboral en Venezuela durante el gobierno de Hugo Chávez sostiene:

«uno de los problemas que tuvo el esquema de política económica y de incentivos que dio el gobierno a través de las misiones era que la gente se quedara en su casa y no buscase trabajo, era más fácil conseguir un estipendio del gobierno que salir a buscar trabajo ... y prepararte para el trabajo»

En enero de 2017, mientras Guerra es diputado, es designado un nuevo presidente del Banco Central de Venezuela sobre lo que sostuvo:

«[Ricardo] Sanguino es una persona que no tiene nociones de lo que es un Banco Central es un economista graduado en los años 60 donde las cosas modernas de la economía; la teoría monetaria, la teoría fiscal; no estaban desarrolladas... es un hombre que nunca se ha dedicado a la economía propiamente tal. Búscate! En google un escrito de Sanguino... un libro, un papper o un artículo relacionado con la economía... un tuiter de 140 caracteres, no lo vas a encontrar... 
tiene un visión arcaica de la que es la inflación, él cree que la inflación es que unos tipos venden caro...
tiene animadversión al sistema financiero, no es un hombre de diálogo con el sector financiero...
lo que vamos a ver es financiamiento del bueno... inundando la economía de billetes sin valor.
Sanguino pudiese hacer ese trabajo de razia... para terminar de purgar, según ellos los elementos más técnicos, lo que ellos llaman neoliberales.»

El 28 de agosto José Guerra sostiene a propósito de las sanciones económicas del gobierno de los Estados Unidos a Venezuela lo siguiente:

«las medidas se tomaron el viernes, pero es que ya antes de las medidas la situación de Venezuela era muy precaria. De manera que lo que estamos viviendo ahora no tienen nada que ver con las medidas… la repercusión principal de la medida es que no se puede colocar nueva deuda en los Estados Unidos ni con empresas de los Estados Unidos; lo que dificulta el financiamiento de PDVSA... el problema es que dadas las condiciones macro económicas de Venezuela y dado el riesgo país Venezuela no tiene acceso a los mercados mundiales… no es que el país está bloqueado es que las políticas económicas domésticas llevaron al país a este encierro a este aislamiento y no tiene nada que ver con la Asamblea Nacional para bloquear al gobierno, es un autobloqueo es un daño auto infringido por una política económica errática.»